# Cratere Fraunhofer
Fraunhofer è un cratere lunare di 57,75 km situato nella parte sud-orientale della faccia visibile della Luna, nella parte sudoccidentale del cratere Furnerius. Il cratere appare di scorcio visto dalla Terra, ma in realtà è praticamente circolare.
Il cratere è stato eroso da alcuni impatti minori, in particolare lungo la parte settentrionale del bordo. Il cratere correlato "Fraunhofer V" si trova proprio nel bordo nordoccidentale, e si estende fino alle pareti interne. Una coppia di crateri più piccoli si trovano anch'essi in quella zona. La parte restante dell'orlo è relativamente intatta, con crateri minori lungo le pareti interne. Il fondale interno è piuttosto livellato, e punteggiato da piccoli crateri. Due terzi del fondale, a sud, hanno un'albedo leggermente più bassa della parte settentrionale.
Il cratere è dedicato al fisico ed astronomo tedesco Joseph von Fraunhofer.

## Crateri correlati
Alcuni crateri minori situati in prossimità di Fraunhofer sono convenzionalmente identificati, sulle mappe lunari, attraverso una lettera associata al nome.
| Fraunhofer | Coordinate            | Diametro (in km) |
| ---------- | --------------------- | ---------------- |
| A          | 39°34′48″S 61°36′36″E | 29,17            |
| B          | 41°55′48″S 67°18′36″E | 33,08            |
| C          | 43°01′12″S 64°37′48″E | 36,66            |
| D          | 43°09′36″S 68°46′48″E | 24,99            |
| E          | 43°12′00″S 61°34′12″E | 44,73            |
| F          | 41°45′36″S 59°46′12″E | 15,92            |
| G          | 38°30′36″S 58°22′48″E | 10,61            |
| H          | 40°45′36″S 61°34′12″E | 42,77            |
| J          | 42°18′36″S 63°24′36″E | 62,94            |
| K          | 42°33′36″S 69°25′12″E | 17,2             |
| L          | 42°06′00″S 68°52′48″E | 9                |
| M          | 40°53′24″S 65°24′36″E | 22,41            |
| N          | 40°54′36″S 64°04′12″E | 12,59            |
| R          | 43°30′36″S 68°37′48″E | 12,52            |
| S          | 43°06′36″S 69°49′48″E | 13,28            |
| T          | 37°53′24″S 55°38′24″E | 8,12             |
| U          | 40°16′12″S 65°10′12″E | 22,84            |
| V          | 39°00′00″S 58°01′12″E | 23,79            |
| W          | 39°21′36″S 62°46′12″E | 19,45            |
| X          | 39°43′12″S 60°34′12″E | 5,75             |
| Y          | 40°07′48″S 62°48′36″E | 13,23            |
| Z          | 39°55′12″S 63°50′24″E | 14,1             |